# Giải vô địch bóng đá nữ U-17 Nam Mỹ 2013
Giải vô địch bóng đá nữ U-17 Nam Mỹ 2013 diễn ra tại Paraguay từ 12 tháng 9 tới 29 tháng 9 năm 2013. Ba đội đứng đầu giành quyền dự Giải vô địch bóng đá nữ U-17 thế giới 2014.

## Vòng bảng
Hai đội đầu mỗi bảng lọt vào vòng đấu sau. Giờ thi đấu là giờ địa phương (UTC-3).

### Bảng A
| Đội       | Tr | T | H | B | BT | BB | HS  | Đ  |
| --------- | -- | - | - | - | -- | -- | --- | -- |
| Paraguay  | 4  | 4 | 0 | 0 | 13 | 1  | +12 | 12 |
| Chile     | 4  | 2 | 1 | 1 | 6  | 3  | +3  | 7  |
| Bolivia   | 4  | 1 | 1 | 2 | 2  | 7  | −5  | 4  |
| Argentina | 4  | 0 | 3 | 1 | 4  | 6  | −2  | 3  |
| Perú      | 4  | 0 | 1 | 3 | 2  | 10 | −8  | 1  |

| Argentina   | 1–1      | Chile        |
| ----------- | -------- | ------------ |
| Cabrera 90' | Chi tiết | Maturana 23' |

| Paraguay                                               | 6–0      | Perú |
| ------------------------------------------------------ | -------- | ---- |
| Martínez 9', 23', 31', 45' · Brizuela 71' · Alonso 75' | Chi tiết |      |

| Perú | 0–1      | Bolivia    |
| ---- | -------- | ---------- |
|      | Chi tiết | Méndez 56' |

| Paraguay                              | 3–1      | Argentina   |
| ------------------------------------- | -------- | ----------- |
| Vera 48' · Barrios 54' · González 65' | Chi tiết | Bénitez 40' |

| Perú        | 1–2      | Chile                      |
| ----------- | -------- | -------------------------- |
| Arevalo 35' | Chi tiết | Alvarez 11' · González 71' |

| Paraguay                            | 3–0      | Bolivia |
| ----------------------------------- | -------- | ------- |
| Godoy 57' · Vera 73' · Martinez 89' | Chi tiết |         |

| Chile                           | 3–0      | Bolivia |
| ------------------------------- | -------- | ------- |
| González 24', 39' · Alvarez 76' | Chi tiết |         |

| Argentina     | 1–1      | Perú       |
| ------------- | -------- | ---------- |
| Hernández 58' | Chi tiết | Flores 68' |

| Argentina   | 1–1      | Bolivia         |
| ----------- | -------- | --------------- |
| Bénitez 11' | Chi tiết | Ana Arimoza 44' |

| Paraguay     | 1–0      | Chile |
| ------------ | -------- | ----- |
| Martinez 89' | Chi tiết |       |

### Bảng B
| Đội       | Tr | T | H | B | BT | BB | HS | Đ  |
| --------- | -- | - | - | - | -- | -- | -- | -- |
| Venezuela | 4  | 3 | 1 | 0 | 12 | 4  | +8 | 10 |
| Colombia  | 4  | 3 | 0 | 1 | 8  | 4  | +4 | 9  |
| Brasil    | 4  | 2 | 1 | 1 | 7  | 4  | +3 | 7  |
| Ecuador   | 4  | 0 | 1 | 3 | 3  | 10 | −7 | 1  |
| Uruguay   | 4  | 0 | 1 | 3 | 4  | 12 | −8 | 1  |

| Uruguay    | 1–1      | Ecuador            |
| ---------- | -------- | ------------------ |
| Alanis 65' | Chi tiết | Hidalgo Trullo 84' |

| Brasil | 0–1      | Colombia     |
| ------ | -------- | ------------ |
|        | Chi tiết | Asprilia 49' |

| Brasil                                        | 4–2      | Uruguay                 |
| --------------------------------------------- | -------- | ----------------------- |
| Vitória 21', 80' · Katielle 74' · Vanessa 76' | Chi tiết | Millán Ferreira 5', 67' |

| Colombia     | 1–3      | Venezuela                              |
| ------------ | -------- | -------------------------------------- |
| Carvajal 40' | Chi tiết | Zambrano 5', 75' · Gabriela Garcia 12' |

| Colombia           | 2–0      | Ecuador |
| ------------------ | -------- | ------- |
| Betancourt 5', 29' | Chi tiết |         |

| Brasil       | 1–1      | Venezuela       |
| ------------ | -------- | --------------- |
| Marjorie 29' | Chi tiết | Castellanos 35' |

| Ecuador                                  | 2–5      | Venezuela                                                      |
| ---------------------------------------- | -------- | -------------------------------------------------------------- |
| Hidalgo Trullo 48' · Paulina Pillajo 58' | Chi tiết | Garcia 20', 55' · Castellanos 35' · Rodriguez 63' · Moreno 67' |

| Uruguay     | 1–4      | Colombia                                         |
| ----------- | -------- | ------------------------------------------------ |
| Cabrera 75' | Chi tiết | Castañeda 5', 70' · Rodriguez 72' · Quiñones 79' |

| Uruguay | 0–3      | Venezuela                        |
| ------- | -------- | -------------------------------- |
|         | Chi tiết | Tregartten 31' · Garcia 57', 59' |

| Brasil                   | 2–0      | Ecuador |
| ------------------------ | -------- | ------- |
| Marjorie 30' · Julia 64' | Chi tiết |         |

## Vòng chung kết
Venezuela, Colombia và Paraguay giành quyền chơi tại Giải vô địch bóng đá nữ U-17 thế giới 2014 tại Costa Rica.
| VT | Đội          | ST | T | H | B | BT | BB | HS | Đ | Giành quyền tham dự                        |
| -- | ------------ | -- | - | - | - | -- | -- | -- | - | ------------------------------------------ |
| 1  | Venezuela    | 3  | 3 | 0 | 0 | 12 | 3  | +9 | 9 | Giải vô địch bóng đá nữ U-17 thế giới 2014 |
| 2  | Colombia     | 3  | 1 | 1 | 1 | 4  | 3  | +1 | 4 | Giải vô địch bóng đá nữ U-17 thế giới 2014 |
| 3  | Paraguay (H) | 3  | 1 | 1 | 1 | 4  | 9  | −5 | 4 | Giải vô địch bóng đá nữ U-17 thế giới 2014 |
| 4  | Chile        | 3  | 0 | 0 | 3 | 2  | 7  | −5 | 0 |                                            |

| Venezuela                      | 3–1      | Chile       |
| ------------------------------ | -------- | ----------- |
| Garcia 13' · Zambrano 65', 75' | Chi tiết | Alvarez 39' |

| Paraguay     | 1–1      | Colombia       |
| ------------ | -------- | -------------- |
| Brizuela 27' | Chi tiết | Betancourt 85' |

| Colombia      | 1–2      | Venezuela                     |
| ------------- | -------- | ----------------------------- |
| Castañeda 17' | Chi tiết | Pineda 68' · Luzardo Leon 86' |

| Paraguay               | 2–1      | Chile       |
| ---------------------- | -------- | ----------- |
| Barrios 67' · Yubi 73' | Chi tiết | Alvarez 15' |

| Chile | 0–2      | Colombia                    |
| ----- | -------- | --------------------------- |
|       | Chi tiết | Rodriguez 33' · Hurtado 49' |

| Paraguay   | 1–7      | Venezuela                                                             |
| ---------- | -------- | --------------------------------------------------------------------- |
| Torres 79' | Chi tiết | Moreno 31', 49' · Zambrano 35' · Rodríguez 42', 76' · García 60', 89' |